# Alena Penz
Alena Penz, auch Alena Penc, geboren als Alena Pencová (* 16. August 1949 in Prag, Tschechoslowakei) ist eine tschechische Schauspielerin, die in der Bundesrepublik der 1970er-Jahre durch Softcore-Filmkomödien bekannt wurde.

## Leben
In der Tschechoslowakei spielte Alena Pencová unter anderem im Film Das schönste Alter (1968) von Jaroslav Papoušek, einem Vertreter der Tschechoslowakischen Neuen Welle. Nach der Niederschlagung des Prager Frühlings verließ sie ihre Heimat und floh in die Bundesrepublik Deutschland. Dort konnte sie seit 1969 nahtlos ihre Karriere, zumeist unter dem eingedeutschten Namen Alena Penz (seltener: Penc), fortsetzen. Zumeist wurde die attraktive, hellblonde Schauspielerin in Sex- und Lustspielfilmen eingesetzt, in denen sie häufig nackt auftrat. Penz war in den frühen 1970er Jahren außerdem nackt auf mehreren Titelbildern von Zeitschriften wie Praline und „Wochenend“ abgebildet. Rudolf Jugert gab ihr 1971 in seiner Märchenverfilmung Die Gänsemagd eine Hauptrolle, wo sie unter dem Pseudonym Alena Sörje die Titelheldin spielte. Nach weiteren Filmen, deren Dreharbeiten sie mehrere Male nach Italien führten, endete Penz’ Karriere zu Beginn der 1980er Jahre allmählich aus. Um 1990 kehrte sie in die Tschechoslowakei zurück.

## Filmografie
- 1966: Martin a devět bláznů
- 1966: Slečny přijdou později
- 1967: Když má svátek Dominika
- 1968: Bylo čtvrt a bude půl
- 1968: Nejkrásnější věk
- 1970: Unter den Dächern von St. Pauli
- 1971: St. Pauli Nachrichten: Thema Nr. 1
- 1971: Die Gänsemagd
- 1972: Der Stoff aus dem die Träume sind
- 1972: Die liebestollen Apothekerstöchter
- 1973: Frau Wirtins tolle Töchterlein
- 1973: Liebesjagd durch 7 Betten
- 1973: Der Ostfriesen-Report
- 1974: Bohr weiter, Kumpel
- 1974: Oktoberfest! Da kann man fest…
- 1974: Unterm Röckchen stößt das Böckchen
- 1974: Ach jodel mir noch einen
- 1974: Auf der Alm da gibt’s koa Sünd
- 1975: Zwei tolle Hechte – Wir sind die Größten (Prima ti suono e poi ti sparo)
- 1975: Wenn Mädchen zum Manöver blasen
- 1975: Flotte Teens und heiße Jeans (La liceale)
- 1975: Der Kleine mit dem dicken Hammer (Il padrone e l‘operaio)
- 1975: Salon Kitty
- 1976: La clinica dell‘amore
- 1976: Maldoror
- 1979: Zum Gasthof der spritzigen Mädchen
- 1980: Der Kurpfuscher und seine fixen Töchter
- 1981: Laß laufen, Kumpel
- 1984: Die Frau mit dem roten Hut
- 1988: Die Venusfalle